# Liste von Mitgliedern des Schweizerischen Zofingervereins
Die Liste beinhaltet ausgewählte Mitglieder (Wissenschaftler, Schriftsteller, Künstler, Politiker) des 1819 gegründeten Schweizerischen Zofingervereins.
| Bild | Name                                         | Lebenszeit | Sektion            | Bemerkungen |
| ---- | -------------------------------------------- | ---------- | ------------------ | --- |
|      | Albert Bitzius bekannt als Jeremias Gotthelf | 1797–1854  | Bern               | Theologe, Schriftsteller, Mitbegründer des Schweizerischen Zofingervereins                                                                                      |
|      | Louis Vulliemin                              | 1797–1879  | Waadt              | Theologe, Mitbegründer der Sektion Waadt des Schweizerischen Zofingervereins                                                                                    |
|      | Gottlieb Ludwig Studer                       | 1801–1889  | Bern               | Theologe, Historiker, Mitbegründer des Schweizerischen Zofingervereins                                                                                          |
|      | Johann Rudolf Schneider                      | 1804–1880  | Bern               | Arzt, Politiker, Initiator der Juragewässerkorrektion |
|      | Jonas Furrer                                 | 1805–1861  |                    | Anwalt, Mitglied des ersten Schweizerischen Bundesrates und erster Bundespräsident der Schweiz                                                                  |
|      | Eduard Blösch                                | 1807–1866  | Bern               | Jurist, Politiker, Präsident des Bundesgerichts |
|      | Johann Caspar Bluntschli                     | 1808–1881  |                    | Rechtswissenschaftler und Politiker |
|      | Johann Konrad Kern                           | 1808–1888  | Basel              | Redaktor der Schweizer Bundesverfassung, erster Präsident des Schweizerischen Bundesgerichtes, Mitbegründer der ETH Zürich, Nationalrat, Ständerat, Botschafter |
|      | Ulrich Ochsenbein                            | 1811–1890  | Bern               | General, Mitglied des ersten Schweizerischen Bundesrates |
|      | Arnold Otto Aepli                            | 1816–1897  | St. Gallen, Zürich | Jurist, Politiker, Diplomat |
|      | Georg von Wyss                               | 1816–1893  | Zürich             | Historiker |
|      | Jacob Burckhardt                             | 1818–1897  | Basel              | Historiker |
|      | Alfred Escher                                | 1819–1882  | Zürich             | Politiker, Industrieller und Eisenbahnpionier |
|      | Johann Jakob Sulzer                          | 1821–1897  | Zürich             | Politiker und Unternehmer |
|      | Rudolf Schatzmann                            | 1822–1886  | Bern               | Pfarrer, Landwirt und Reformer der Landwirtschaft |
|      | Victor Ruffy                                 | 1823–1869  | Waadt              | Politiker (Nationalrat), ausserdem Mitglied der Belles-Lettres und der Helvetia                                                                                 |
|      | Conrad Ferdinand Meyer                       | 1825–1898  | Zürich             | Dichter des Realismus |
|      | Gustave Moynier                              | 1826–1910  | Genf               | Jurist, Gründer des Institut de Droit international und Präsident des Internationalen Komitees vom Roten Kreuz (IKRK)                                           |
|      | Friedrich Gerber                             | 1828–1905  | Bern               | evangelischer Geistlicher und Pädagoge |
|      | Karl Gustav König                            | 1828–1892  | Bern               | Jurist und Politiker |
|      | Eugène Rambert                               | 1830–1886  |                    | Schriftsteller |
|      | Albert Anker                                 | 1831–1910  | Bern               | Maler |
|      | Wilhelm His                                  | 1831–1904  | Basel              | Mediziner und Anatom |
|      | Carl Gustav Bernoulli                        | 1834–1878  |                    | Arzt, Botaniker, Forschungsreisender und Archäologe |
|      | Albert Bitzius (Sohn)                        | 1835–1882  | Bern               | Schweizer reformierter Theologe und Politiker aus der Schweiz                                                                                                   |
|      | Edmund von Steiger                           | 1836–1908  |                    | Theologe und Politiker |
|      | Paul André                                   | 1837–1896  | Waadt              | Professor an der Université de Lausanne, Politiker des Kantons Waadt                                                                                            |
|      | Adolf Guyer-Zeller                           | 1839–1899  | Zürich             | Textilunternehmer und Eisenbahnpionier |
|      | Theodor Kocher                               | 1841–1917  | Bern               | Chirurg und Nobelpreisträger |
|      | Johann Rudolf Rahn                           | 1841–1912  | Zürich             | Kunsthistoriker |
|      | Friedrich Miescher                           | 1844–1895  | Basel              | Mediziner, Physiologe |
|      | Gustave Ador                                 | 1845–1928  | Genf               | Politiker (Grossrat, Staatsrat, Nationalrat und Ständerat), Bundesrat, Präsident des Internationalen Komitees vom Roten Kreuz (IKRK)                            |
|      | Ludwig Forrer                                | 1845–1921  |                    | Bundesrat und Mitbegründer der Thurgovia |
|      | Paul Speiser                                 | 1846–1935  |                    | Jurist, Regierungsrat, Nationalrat |
|      | Carl Stooss                                  | 1849–1934  |                    | Strafrechtler, Schöpfer des Schweizerischen Strafgesetzbuches                                                                                                   |
|      | Jules Bovon                                  | 1852–1904  |                    | Pfarrer, Hochschullehrer der Universität Lausanne |
|      | Ferdinand Hodler                             | 1853–1918  | Genf               | Schweizer Maler des Symbolismus und des Jugendstils |
|      | Gottfried Strasser                           | 1854–1912  | Bern               | Pfarrer, Dichter, Förderer des Bergführerwesens |
|      | Paul Sarasin                                 | 1856–1929  | Basel              | Zoologe und erster Präsident der Schweizerischen Naturschutzkommission und Initiator des Nationalparks                                                          |
|      | Friedrich Zschokke                           | 1860–1936  |                    | Zoologe |
|      | Charles Édouard Guillaume                    | 1861–1938  | Zürich             | Physiker, Nobelpreisträger |
|      | Otto von Greyerz                             | 1863–1940  | Bern               | Historiker, Schriftsteller |
|      | Hermann Kutter                               | 1863–1931  |                    | evangelisch-reformierter Theologe, Gründer des Schweizer religiösen Sozialismus                                                                                 |
|      | Karl Scheurer                                | 1872–1929  | Bern               | Jurist, Regierungsrat, Bundesrat |
|      | Henri Guisan                                 | 1874–1960  | Waadt              | General, Oberbefehlshaber der Schweizer Armee während des Zweiten Weltkrieges                                                                                   |
|      | Carl Gustav Jung                             | 1875–1961  | Basel              | Schüler Sigmund Freuds, Gründer der analytischen Psychologie |
|      | Charles Ferdinand Ramuz                      | 1878–1947  |                    | Schriftsteller |
|      | Lukas Christ                                 | 1881–1958  |                    | evangelisch-reformierter Geistlicher |
|      | Eduard von Steiger                           | 1881–1962  |                    | Politiker, Bundespräsident |
|      | Rudolf Minger                                | 1881–1955  | Bern               | Ehrenzofinger, Politiker, Bundespräsident |
|      | Alfred Schmid                                | 1884–1946  | Bern               | Arzt, Privatdozent, Bibliophiler |
|      | Karl Barth                                   | 1886–1968  |                    | evangelisch-reformierter Theologe |
|      | Walter Stucki                                | 1888–1963  |                    | schweizerischer Minister |
|      | Eduard Thurneysen                            | 1888–1974  |                    | evangelisch-reformierter Theologe |
|      | Carl Ludwig                                  | 1889–1967  | Basel              | Strafrechtler |
|      | Jakob Otto Kehrli                            | 1892–1962  | Bern               | Oberrichter des Kantons Bern, Schriftsteller, Kulturhistoriker                                                                                                  |
|      | Armin Meili                                  | 1892–1981  |                    | Architekt und Politiker |
|      | Léopold Boissier                             | 1893–1968  |                    | Jurist, Diplomat, Präsident des Internationalen Komitees vom Roten Kreuz (IKRK)                                                                                 |
|      | Max Petitpierre                              | 1899–1994  |                    | Anwalt und Bundesrat |
|      | Hans Martin Sutermeister                     | 1907–1977  |                    | Arzt, Politiker |
|      | Louis Guisan                                 | 1911–1998  | Waadt              | Politiker (Staatsrat, Nationalrat, Ständerat) aus der Waadt und Präsident der LPS                                                                               |
|      | Nello Celio                                  | 1914–1995  |                    | Politiker |
|      | Ulrich Im Hof                                | 1917–2001  | Basel              | Historiker |
|      | Fritz Honegger                               | 1917–1999  | Zürich             | Bundesrat |
|      | Arist Rollier                                | 1919–1997  | Bern               | Politiker, Obmann des Schweizer Heimatschutzes |
|      | Rudolf Bohren                                | 1920–2010  |                    | evangelisch-reformierter Theologe |
|      | Pierre Aubert                                | 1927–2016  |                    | Bundesrat |
|      | Otto Schoch                                  | 1934–2013  |                    | Anwalt, Politiker (Kantonsrat, Ständerat) |
|      | Jean Ziegler                                 | * 1934     |                    | Soziologe, Politiker, Sachbuchautor, UN-Sonderberichterstatter und Globalisierungskritiker                                                                      |
|      | Jean-François Leuba                          | 1934–2004  | Waadt              | Anwalt, Politiker (Staatsrat und Nationalrat) aus der Waadt |
|      | Franz Blankart                               | 1936–2021  |                    | Diplomat |
|      | Luzius Wildhaber                             | 1937–2020  |                    | Jurist, Präsident des Europäischen Gerichtshofs für Menschenrechte                                                                                              |
|      | Gilles Petitpierre                           | * 1940     | Neuchâtel          | Anwalt, Politiker (Nationalrat und Ständerat) |
|      | Charles B. Blankart                          | 1942–2023  |                    | Volkswirtschafter |
|      | Rolf Zinkernagel                             | * 1944     | Basel              | Professor für Experimentelle Immunologie und Nobelpreisträger                                                                                                   |
|      | Andreas Burckhardt                           | * 1951     |                    | Verwaltungsratspräsident der Baloise |
|      | Jacques de Watteville                        | * 1951     |                    | Diplomat |
|      | François Chaix                               | * 1964     | Waadt              | Jurist, Präsident des Schweizerischen Bundesgerichts |
|      | Philippe Leuba                               | * 1965     | Waadt              | Jurist, Politiker (Staatsrat) aus der Waadt und ehemaliger Fussballschiedsrichter                                                                               |
|      | Michael Lauber                               | * 1965     | Bern               | Bundesanwalt der Schweizerischen Eidgenossenschaft |
|      | Martin Schmid                                | * 1969     |                    | Anwalt und Politiker (Kantonsrat, Regierungsrat und Ständerat)                                                                                                  |
|      | Conradin Cramer                              | * 1979     | Basel              | Rechtsanwalt und Politiker (LDP) |

Siehe auch: Kategorie:Korporierter im Schweizerischen Zofingerverein